# Donna Diana
Donna Diana ist eine komische Oper in drei Akten von Emil Nikolaus von Reznicek, der hier auch sein eigener Librettist war. Als Vorlage diente ihm das spanische Lustspiel El desdén, con el desdén aus dem Jahr 1654 von Agustín Moreto in der Bearbeitung von Carl August West (= Joseph Schreyvogel) als „Donna Diana oder Stolz und Liebe“ nach der italienischen Übersetzung von Carlo Gozzi. Die Uraufführung fand am 16. Dezember 1894 im Deutschen Theater in Prag statt.

## Handlung
Das Herz des Ritters und Turnierfinalisten Don Cesar schlägt leidenschaftlich für Donna Diana, die stolze Tochter des Grafen von Barcelona. Diese aber tut so, als sei ihr dies vollkommen gleichgültig. Sie mimt die kühle Philosophin.
Cesar holt sich Rat bei Perin, dem Hofnarren. Dieser empfiehlt ihm, sich seinerseits völlig gleichgültig gegenüber seinem Schwarm zu verhalten. Cesar verspricht, diesen Rat zu befolgen, was ihm im Verlaufe immer besser gelingen wird. Der Hofnarr erprobt die vermittelte Strategie sogleich an der „Milchschwester“ (heißt: nicht verwandt, aber von der gleichen Amme gestillt) Dianas, Donna Floretta, obgleich – oder gerade weil – sie ihm Avancen macht.
Das Volk versammelt sich, das Turnier wird gefeiert. Der Graf verkündet, seine Tochter werde den Siegerpreis verleihen, im gleichen Zuge beschwört er sie, unter den Finalisten einen Gatten zu wählen und Barcelona einen Erben seiner Linie in Aussicht zu stellen.
Diana wehrt sich entrüstet gegen diese Vorstellung, während die übrigen Protagonisten – der Hofnarr, die beiden Edelmänner Louis und Gaston sowie die drei Hofdamen Floretta, Laura und Fenisa – ein Abwenden solchen Starrsinns erflehen, wobei sich auch zwischen diesen Liaisons anbahnen und Ränke geschmiedet werden. Trotz Dianas nach außen demonstrierter Haltung zeigt Cesars Neuausrichtung erste Wirkung – nun ist sie es, die ihm untolerierbaren Stolz attestiert. Den gilt es natürlich nun zu brechen.
Die Feierlichkeiten erreichen mit einem Maskenfest ihren nächsten Höhepunkt.
Durch Manipulation Dianas finden die – sowieso vorherbestimmten – Paare zum Tanzen zueinander, auch sie und Cesar. Beide zeigen Schwächen, können jedoch vorerst ihre Fassaden aufrechterhalten. Jene Dianas bröckelt allerdings bereits merklich, was der weise Hofnarr wohl zu verstärken weiß.
Ein sängerischer Betörungsangriff Dianas auf Cesar, flankiert von den anderen Donnas, verfehlt völlig sein Ziel, er scheint Cesar nicht im Geringsten zu beeindrucken. Diana tobt, auch noch, als die beiden Adeligen ihren Angebeteten per Ständchen den Hof machen.
Als die Masken fallen und die drei vergleichsweise unkomplizierten Paare offen Zeugnis ihrer Verbindungen ablegen, ist dies gleichzeitig eine letzte Attacke auf das marmorne Podest der alleine dastehenden Diana. Und doch wartet jenes mit einer präfinalen Parade auf: Diana behauptet, sich Vater wie Volk nicht länger verschließen zu können und wolle nun einen der beiden Edelmänner, den Prinzen Louis, ehelichen. Ihr Hoffen, Cesar jetzt eifersüchtig zu sehen, erfüllt sich jedoch nicht. Es kommt sogar noch schlimmer: Cesar läuft in seiner Rolle zur Hochform auf und beglückwünscht sie zu ihrer guten Wahl, die ihm überdies den Weg zu Louis’ Konterpart Laura ebnen würde. Dann freut sich auch noch Papa Diego über den angekündigten künftigen Schwiegersohn. Das ist zu viel, Dianas stolzer Sockel zersplittert. Sie fällt in das Geständnis ihrer Liebe zu Cesar.
Perins Rat hat seine Wirkung nicht verfehlt: „Begegnet sie Euch hart, thut ihr desgleichen.“

## Musik
Rezniceks Musik hat viel Wiener Charme und etwas spanisches Kolorit. Seine brillante Instrumentierung ist reich an eingängigen Melodien. Jedem Liebhaber klassischer Musik dürfte die spritzige Ouvertüre – losgelöst von der eigentlichen Oper – vertraut sein, taucht sie doch oft im Konzertsaal auf oder wird in Wunschkonzerten verlangt. Einen kleinen Ausschnitt davon verwendete das ZDF als Erkennungsmelodie für sein Musikquiz Erkennen Sie die Melodie?, das von 1969 bis 1985 (mit Unterbrechungen) einmal monatlich ausgestrahlt wurde.

## Fassungen
Reznicek überarbeitete die Oper 1908 und 1932. In der dritten Fassung der Oper wurde die Handlung aus dem Mittelalter in die Gegenwart verlegt, der neue Text wurde von Julius Kapp besorgt. Entsprechend wurden die Funktionsbezeichnungen der Personen den Gegebenheiten der Moderne angepasst, ohne dabei die soziale Hierarchie anzutasten. Diese Fassung hatte am 31. Dezember 1933 an der Staatsoper Unter den Linden unter Erich Kleiber Premiere.

## Tonträger
- „Donna Diana“ – Live-Mitschnitt aus dem Kieler Opernhaus 2003 mit Manuela Uhl, Max Wittges, Heike Wittlieb, Susanne Kreusch, Roman Sadnik, Hans-Jürgen Schöpflin, Matthias Klein, Simon Pauly, Anne-Carolyn Schlüter sowie Chor und Orchester der Oper Kiel unter der Leitung von Ulrich Windfuhr, zwei CDs, cpo 999 991-2